# Kubiesówka
Kubiesówka, Kubieszówka (868 m) – szczyt w Grupie Pilska w Beskidzie Żywiecko-Orawskim, znajdujące się w zachodnim, długim grzbiecie Krawcowego Wierchu. Grzbiet ten poprzez Glinkę, Kubiesówkę i Kotelnicę opada do wideł Bystrej i potoku Glinka w Ujsołach.
Północne stoki Kubiesówki opadają do doliny potoku Z Głębokiego, południowe do doliny potoku Glinka. Są w większości bezleśne, zajęte przez pola i zabudowania osiedla Kubieszówka należącego do miejscowości Glinka. Na szczycie Kubiesówki stoi przekaźnik telekomunikacyjny, a tuż pod szczytem prowadzi znakowany szlak turystyczny na halę Krawcula.
Dzięki rozległym przestrzeniom pół uprawnych z Kubiesówki w południowym i wschodnim kierunku rozciąga się szeroka panorama widokowa na szczyty Beskidu Żywieckiego. Obecnie coraz mniejszą rolę odgrywa uprawa roli, większe znaczenie przywiązuje się do rozwoju turystyki. Przy szlaku turystycznym działa tutaj prywatne schronisko turystyczne „Kubiesówka” i gospodarstwo agroturystyczne „Krokus”, zimą na stoku czynny jest wyciąg narciarski.
Kubiesówka znajduje się w granicach wsi Korbielów w województwie śląskim, w powiecie żywieckim, w gminie Jeleśnia.

## Szlak turystyczny
Glinka – Kubiesówka – Pogwarówka – bacówka PTTK na Krawcowym Wierchu